# Premier ministre de Mauritanie
Le Premier ministre de Mauritanie est le chef du gouvernement de la république islamique de Mauritanie. Il est nommé par le président de la République.
La fonction est actuellement occupée par Moctar Ould Diay depuis le 5 août 2024.

## Liste des titulaires
| N°                                               | Portrait                             | Titulaire (Naissance-mort)                        | Mandat           | Mandat                                       | Mandat                     | Parti politique | Parti politique | Chef d'État                        |
| N°                                               | Portrait                             | Titulaire (Naissance-mort)                        | Début            | Fin                                          | Durée                      | Parti politique | Parti politique | Chef d'État                        |
| ------------------------------------------------ | ------------------------------------ | ------------------------------------------------- | ---------------- | -------------------------------------------- | -------------------------- | --------------- | --------------- | ---------------------------------- |
| 1                                                | Moktar Ould Daddah                   | Moktar Ould Daddah (1924-2003)                    | 21 mai 1957      | 20 août 1961                                 | 4 ans, 2 mois et 30 jours  |                 | UPM             | Lui-même                           |
| 1                                                | Moktar Ould Daddah                   | Moktar Ould Daddah (1924-2003)                    | 21 mai 1957      | 20 août 1961                                 | 4 ans, 2 mois et 30 jours  | PRM             |                 | Lui-même                           |
| 1                                                | Moktar Ould Daddah                   | Moktar Ould Daddah (1924-2003)                    | 21 mai 1957      | 20 août 1961                                 | 4 ans, 2 mois et 30 jours  | PPM             |                 | Lui-même                           |
| Fonction abolie du 20 août 1961 au 6 avril 1979. |                                      |                                                   |                  |                                              |                            |                 |                 |                                    |
| 2                                                | Ahmed Ould Bouceif                   | Ahmed Ould Bouceif (1934-1979)                    | 6 avril 1979     | 27 mai 1979 (mort en fonction)               | 1 mois et 21 jours         |                 | Militaire       | Moustapha Ould Mohamed Saleck      |
| –                                                | Ahmed Salim Ould Sidi                | Ahmed Salem Ould Sidi (1939-1981) intérim         | 28 mai 1979      | 31 mai 1979                                  | 3 jours                    |                 | Militaire       | Moustapha Ould Mohamed Saleck      |
| 3                                                | Mohamed Khouna Ould Haidalla         | Mohamed Khouna Ould Haidalla (né en 1940)         | 31 mai 1979      | 12 décembre 1980                             | 1 an, 6 mois et 11 jours   |                 | Militaire       | Mohamed Mahmoud Ould Ahmed Louly   |
| 3                                                | Mohamed Khouna Ould Haidalla         | Mohamed Khouna Ould Haidalla (né en 1940)         | 31 mai 1979      | 12 décembre 1980                             | 1 an, 6 mois et 11 jours   | Lui-même        | Militaire       |                                    |
| 4                                                | Sid'Ahmed Ould Bneijara              | Sid'Ahmed Ould Bneijara (1947-2017)               | 12 décembre 1980 | 25 avril 1981                                | 4 mois et 13 jours         |                 | Indépendant     | Mohamed Khouna Ould Haidalla       |
| 5                                                | Maaouiya Ould Sid'Ahmed Taya         | Maaouiya Ould Sid'Ahmed Taya (né en 1941)         | 25 avril 1981    | 8 mars 1984                                  | 2 ans, 10 mois et 12 jours |                 | Militaire       | Mohamed Khouna Ould Haidalla       |
| (3)                                              | Mohamed Khouna Ould Haidalla         | Mohamed Khouna Ould Haidalla (né en 1940)         | 8 mars 1984      | 12 décembre 1984 (déposé par un coup d'État) | 9 mois et 4 jours          |                 | Militaire       | Lui-même                           |
| (5)                                              | Maaouiya Ould Sid'Ahmed Taya         | Maaouiya Ould Sid'Ahmed Taya (né en 1941)         | 12 décembre 1984 | 18 avril 1992                                | 7 ans, 4 mois et 6 jours   |                 | Militaire       | Lui-même                           |
| 6                                                | Sidi Mohamed Ould Boubakar           | Sidi Mohamed Ould Boubakar (né en 1957)           | 18 avril 1992    | 2 janvier 1996                               | 3 ans, 8 mois et 15 jours  |                 | PRDS            | Maaouiya Ould Sid'Ahmed Taya       |
| 7                                                | Cheikh El Avia Ould Mohamed Khouna   | Cheikh El Avia Ould Mohamed Khouna (né en 1956)   | 2 janvier 1996   | 18 décembre 1998                             | 2 ans, 11 mois et 16 jours |                 | PRDS            | Maaouiya Ould Sid'Ahmed Taya       |
| 8                                                | Mohamed Lemine Ould Guig             | Mohamed Lemine Ould Guig (né en 1959)             | 18 décembre 1997 | 16 novembre 1998                             | 10 mois et 29 jours        |                 | PRDS            | Maaouiya Ould Sid'Ahmed Taya       |
| (7)                                              | Cheikh El Avia Ould Mohamed Khouna   | Cheikh El Avia Ould Mohamed Khouna (né en 1956)   | 16 novembre 1998 | 6 juillet 2003                               | 4 ans, 7 mois et 20 jours  |                 | PRDS            | Maaouiya Ould Sid'Ahmed Taya       |
| 9                                                | Sghair Ould M'Bareck                 | Sghair Ould M'Bareck (né en 1954)                 | 6 juillet 2003   | 7 août 2005 (déposé par un coup d'État)      | 2 ans, 1 mois et 1 jour    |                 | PRDS            | Maaouiya Ould Sid'Ahmed Taya       |
| (6)                                              | Sidi Mohamed Ould Boubakar           | Sidi Mohamed Ould Boubakar (né en 1957)           | 7 août 2005      | 20 août 2007                                 | 2 ans et 13 jours          |                 | PRDS            | Ely Ould Mohamed Vall              |
| 10                                               | Zeine Ould Zeidane                   | Zeine Ould Zeidane (né en 1966)                   | 20 avril 2007    | 6 mai 2008                                   | 1 an et 16 jours           |                 | Indépendant     | Sidi Mohamed Ould Cheikh Abdallahi |
| 11                                               | Yahya Ould Ahmed El Waghef           | Yahya Ould Ahmed El Waghef (né en 1960)           | 6 mai 2008       | 8 mai 2008 (déposé par un coup d'État)       | moins d’un jour            |                 | ADIL            | Sidi Mohamed Ould Cheikh Abdallahi |
| Fonction vacante du 8 mai au 14 août 2008.       |                                      |                                                   |                  |                                              |                            |                 |                 |                                    |
| 12                                               | Moulaye Ould Mohamed Laghdhaf        | Moulaye Ould Mohamed Laghdhaf (né en 1957)        | 14 août 2008     | 20 août 2014                                 | 6 ans et 6 jours           |                 | Indépendant     | Mohamed Ould Abdel Aziz            |
| 13                                               | Yahya Ould Hademine                  | Yahya Ould Hademine (né en 1953)                  | 21 août 2014     | 30 octobre 2019                              | 5 ans, 2 mois et 9 jours   |                 | UPR             | Mohamed Ould Abdel Aziz            |
| 14                                               | Mohamed Salem Ould Béchir            | Mohamed Salem Ould Béchir (né en 1962)            | 30 octobre 2018  | 5 août 2019                                  | 9 mois et 6 jours          |                 | UPR             | Mohamed Ould Abdel Aziz            |
| 16                                               | Ismail Ould Bedde Ould Cheikh Sidiya | Ismail Ould Bedde Ould Cheikh Sidiya (né en 1961) | 5 août 2019      | 6 août 2020                                  | 5 ans, 11 mois et 1 jour   |                 | UPR             | Mohamed Ould Ghazouani             |
| 16                                               | Mohamed Ould Bilal                   | Mohamed Ould Bilal (né en 1963)                   | 6 août 2020      | 5 août 2024                                  | 3 ans, 11 mois et 30 jours |                 | UPR             | Mohamed Ould Ghazouani             |
| 16                                               | Mohamed Ould Bilal                   | Mohamed Ould Bilal (né en 1963)                   | 6 août 2020      | 5 août 2024                                  | 3 ans, 11 mois et 30 jours | El Insaf        |                 | Mohamed Ould Ghazouani             |
| 17                                               | Moctar Ould Diay                     | Moctar Ould Diay (né en 1973)                     | 5 août 2024      | en cours                                     | 11 mois et 18 jours        |                 | El Insaf        | Mohamed Ould Ghazouani             |